# Солтерс, Стивен
Стивен Солтерс (англ. Stephen Salters; род. 26 апреля 1970, Нью-Хейвен, Коннектикут, США) — американский певец, баритон.
Лауреат первой премии Международного конкурса имени королевы Елизаветы (1996). В том же году получил первую премию фонда Лиции Альбанезе. В 1999 г. стал лауреатом Наумбурговского конкурса.